# Wandteppiche von Överhogdal

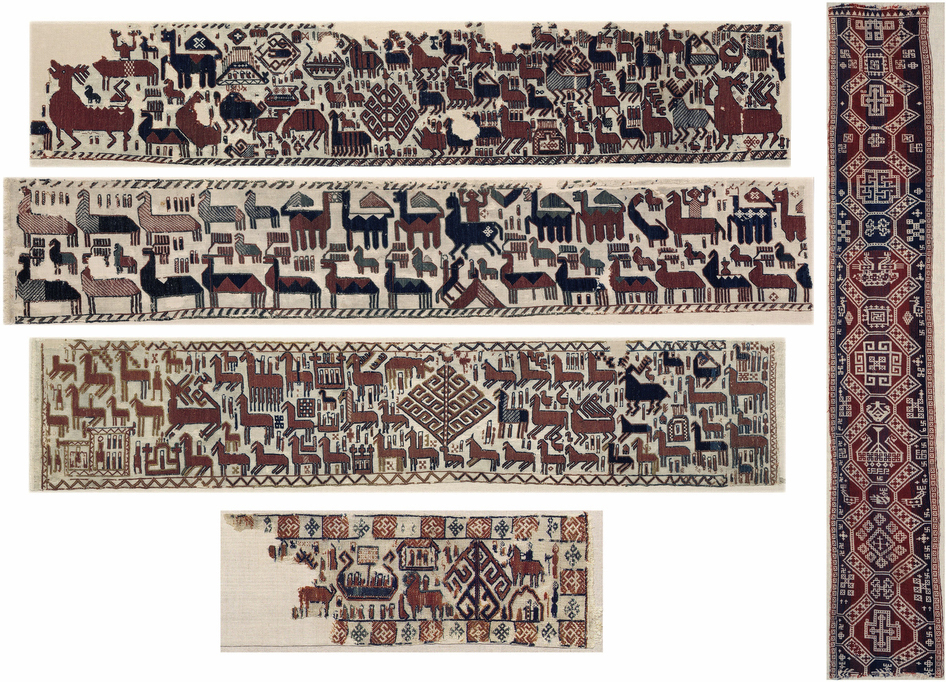
Die Wandteppiche von Överhogdal

Die fünf Wandteppiche von Överhogdal (schwedisch: Överhogdalstapeten, Överhogdalsbonaderna oder Överhogdalsvävarna) wurden 1909 bei der Renovierung der Kirche von Överhogdal in Härjedalen in Schweden gefunden. Sie entstanden nach C14-Messungen zwischen 1040 und 1170 n. Chr., kurz nach Ende der Wikingerzeit (800–1050 n. Chr.)

## Beschreibung
Bei den Wandteppichen, die sich im Jamtli-Museum in Östersund befinden, handelt es sich um die einzigen erhaltenen Wandteppiche Skandinaviens aus dieser Zeit. Ihre eingewobenen Symbole stammen aus der nordischen Mythologie und der christlichen Überlieferung. Die Wandteppiche werden als Serie betrachtet, auch wenn ein Teppich doppelt gewebt wurde, während vier in Sumak-Technik auf Leinengrund gewebt wurden. 
Geschichtlich interessant sind die Abbildungen, über die sich die schwedischen Wissenschaftler jedoch uneinig sind. Das Hauptproblem besteht beim Verhältnis der mythologischen zu den christlichen Symbolen. Eine häufige Erklärung des Bildinhalts ist, dass die Serie den Ragnarök, also den Weltuntergang zeigt, aus dem die neue Religion entsteht. Sicher ist aber nur, dass die Wandteppiche zur Zeit des Umbruchs hergestellt wurden und alles andere wird aus den Abbildungen interpretiert. Eine der Fragen ist, warum der Weltenbaum Yggdrasil bei mehreren Teppichen im Zentrum steht und welche Bedeutung die beiden roten Vögel auf der Spitze des Baumes haben, denn auch die Überlieferungen der nordischen Sagen geben keinen Aufschluss darüber. Unterhalb eines Gebäudes steht in rückwärts geschriebenen Runen das Wort kuthby oder Gudby (Wohnung der Götter).
Es handelt sich bei den Wandteppichen von Överhogdal um das einzige Dokument vom Übergang vom nordischen Glauben zum Christentum, das den Abschnitt von schwedischer Seite dokumentiert und nicht auf Aussagen beruht, die Adam von Bremen oder andere hinterließen.

## Wandteppich von Skog

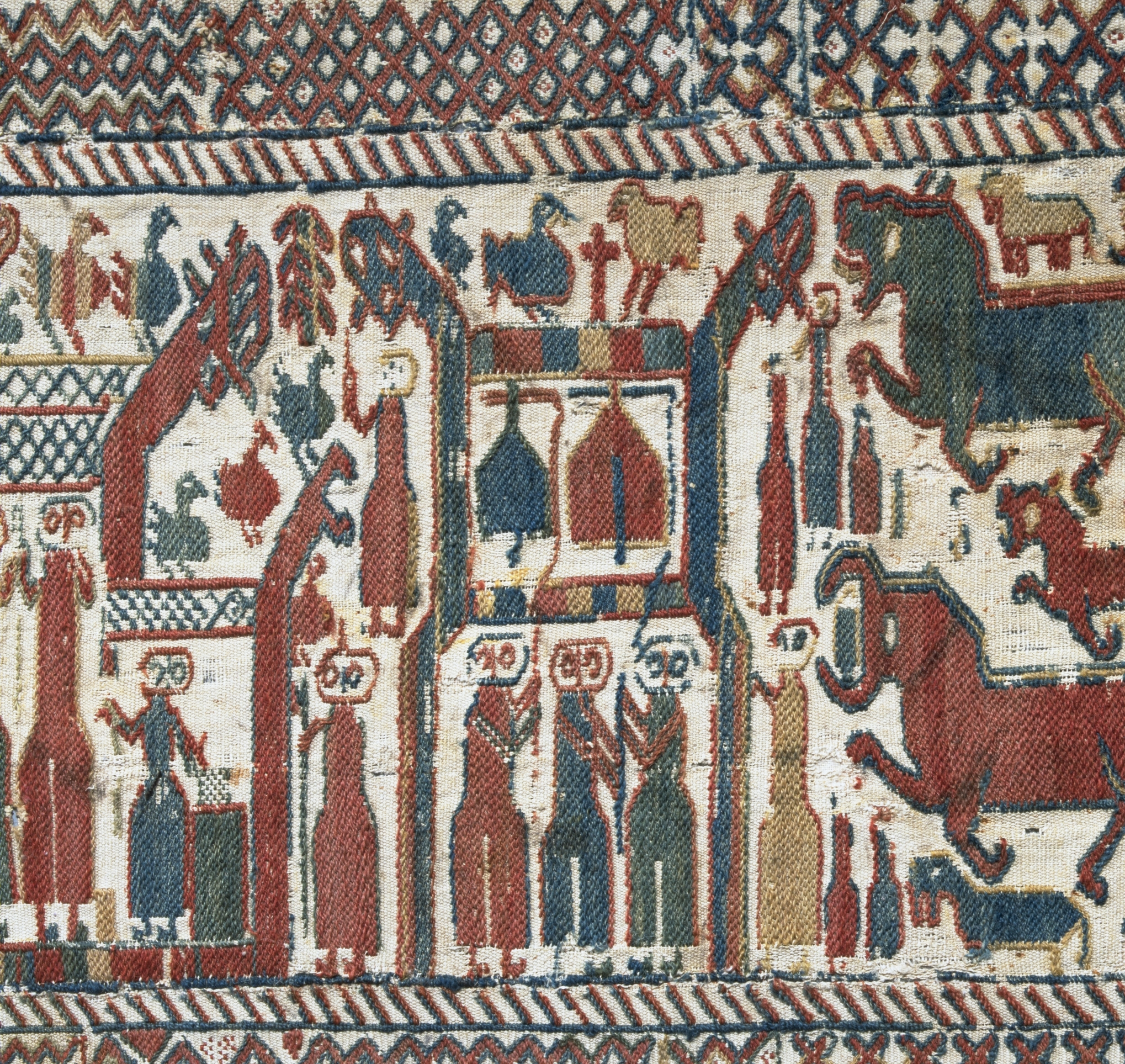
Wandteppich von Skog, Ausschnitt mit der Kirche

Ein Gegenstück ist der 1912 gefundene Wandteppich von Skog (schwed.: Skogbonaden) in der Kommune Söderhamn. Sein Bildinhalt wird als Streit zwischen Heiden- und Christentum interpretiert. Der Wandteppich aus der Kirche von Skog (in Hälsingland), entstand Mitte des 12. Jahrhunderts. Der 1912 entdeckte Wandteppich befindet sich seit 1914 im Statens historiska museum in Stockholm. Der Gobelin zeigt in der Mitte eine Stabkirche mit der Gemeinde. Am Dach der Kirche befinden sich zwei Drachenköpfe. Glockentürme befinden sich in und neben der Kirche. Löwen nähern sich von der linken Seite, während Pferde und Soldaten von rechts kommen. Traditionell ist dies als Angriff auf die Kirche gesehen worden. Am linken Rand stehen drei große Figuren, die meist für skandinavische Könige (Olaf, Knud und Erik) gehalten werden, aber auch Odin, Thor und Freyr sein können.